# Leptostylus triangulifer
Leptostylus triangulifer là một loài bọ cánh cứng trong họ Cerambycidae.